# Salt amb esquís als Jocs Olímpics d'hivern de 2006 - Salt llarg individual
Als Jocs Olímpics d'Hivern de 2006 celebrats a la ciutat de Torí (Itàlia) es disputà una prova de salt amb esquís en el denominat salt llarg un trampolí de 120 metres d'alçada.
La competició se celebrà entre els dies 17 i 18 de febrer de 2006 a les instal·lacions de Pragelato. Hi participaren un total de 69 saltadors de 21 comitès nacionals diferents.

## Resum de medalles
| Or                 | Argent         | Bronze      |
| Thomas Morgenstern | Andreas Kofler | Lars Bystøl |

## Resultats

### Qualificació
Quinze esquiadors foren prequalificats per a la final gràcies al rànquing establert a la Copa del Món de salt amb esquís. Aquests saltadors realitzaren un salt però no és tingut en compte. La resta de saltadors realitzaren un salt, classificant-se els trenta-cinc primers.
| Pos. | Nom                 | CON             | Punts | Notes |
| ---- | ------------------- | --------------- | ----- | ----- |
| 1    | Noriaki Kasai       | Japó            | 117.3 |       |
| 2    | Sigurd Pettersen    | Noruega         | 115.9 |       |
| 3    | Michael Neumayer    | Alemanya        | 114.4 |       |
| 4    | Simon Ammann        | Suïssa          | 111.7 |       |
| 5    | Dmitry Vassiliev    | Rússia          | 111.3 |       |
| 6    | Daiki Ito           | Japó            | 110.9 |       |
| 7    | Jernej Damjan       | Eslovènia       | 105.9 |       |
| 8    | Martin Koch         | Àustria         | 100.8 |       |
| 9    | Dmitry Ipatov       | Rússia          | 98.1  |       |
| 10   | Risto Jussilainen   | Finlàndia       | 97.2  |       |
| 11   | Denis Kornilov      | Rússia          | 95.9  |       |
| 12   | Tami Kiuru          | Finlàndia       | 95.3  |       |
| 13   | Sebastian Colloredo | Itàlia          | 94.1  |       |
| 14   | Primož Peterka      | Eslovènia       | 93.1  |       |
| 15   | Martin Schmitt      | Alemanya        | 92.1  |       |
| 15   | Ivan Karaulov       | Kazakhstan      | 92.1  |       |
| 17   | Michael Möllinger   | Suïssa          | 91.3  |       |
| 18   | Tsuyoshi Ichinohe   | Japó            | 89.9  |       |
| 19   | Stefan Read         | Canadà          | 88.5  |       |
| 20   | Borek Sedlak        | Txèquia         | 86.8  |       |
| 21   | Radik Zhaparov      | Kazakhstan      | 86.7  |       |
| 21   | Alan Alborn         | Estats Units    | 86.7  |       |
| 23   | Ildar Fatchullin    | Rússia          | 85.4  |       |
| 23   | Choi Heung-Chul     | Corea del Sud   | 85.4  |       |
| 25   | Nikolay Karpenko    | Kazakhstan      | 84.6  |       |
| 26   | Rok Benkovic        | Eslovènia       | 84.5  |       |
| 27   | Kamil Stoch         | Polònia         | 83.0  |       |
| 28   | Jens Salumae        | Estònia         | 80.3  |       |
| 28   | Robert Mateja       | Polònia         | 80.3  |       |
| 30   | Jan Matura          | Txèquia         | 79.5  |       |
| 31   | Ondřej Vaculík      | Txèquia         | 76.0  |       |
| 32   | Kim Hyun-Ki         | Corea del Sud   | 75.3  |       |
| 33   | Alessio Bolognani   | Itàlia          | 74.9  |       |
| 34   | Guido Landert       | Suïssa          | 74.4  |       |
| 35   | Graeme Gorham       | Canadà          | 69.4  |       |
| 36   | Maksim Anisimov     | Belarús         | 68.6  |       |
| 37   | Martin Mesik        | Eslovàquia      | 67.7  |       |
| 38   | Tian Zhongdan       | R.P. de la Xina | 67.4  |       |
| 39   | Clint Jones         | Estats Units    | 64.9  |       |
| 40   | Li Yang             | R.P. de la Xina | 64.8  |       |
| 41   | Alexey Korolev      | Kazakhstan      | 63.5  |       |
| 42   | Tommy Schwall       | Eslovàquia      | 63.4  |       |
| 43   | Rafal Sliz          | Polònia         | 63.1  |       |
| 44   | Georgi Zharkov      | Bulgària        | 59.3  |       |
| 45   | Kang Chil Ku        | Corea del Sud   | 58.8  |       |
| 46   | Gregory Baxter      | Canadà          | 58.5  |       |
| 47   | Jim Denney          | Estats Units    | 53.5  |       |
| 48   | Jaan Juris          | Estònia         | 52.2  |       |
| 49   | Michael Nell        | Canadà          | 48.0  |       |
| 50   | Andrea Morassi      | Itàlia          | 45.7  |       |
| 51   | Volodímir Bosxuk    | Ucraïna         | 30.6  |       |
| 52   | Petar Fartunov      | Bulgària        | 26.6  |       |
| 53   | Choi Yong-Jik       | Corea del Sud   | 22.8  |       |
| *    | Thomas Morgenstern  | Àustria         | 136.8 | [ a ] |
| *    | Janne Ahonen        | Finlàndia       | 136.3 | [ a ] |
| *    | Andreas Kofler      | Àustria         | 133.8 | [ a ] |
| *    | Andreas Kuettel     | Suïssa          | 132.6 | [ a ] |
| *    | Matti Hautamäki     | Finlàndia       | 129.6 | [ a ] |
| *    | Lars Bystøl         | Noruega         | 129.2 | [ a ] |
| *    | Takanobu Okabe      | Japó            | 122.1 | [ a ] |
| *    | Bjørn Einar Romøren | Noruega         | 120.9 | [ a ] |
| *    | Georg Späth         | Alemanya        | 116.8 | [ a ] |
| *    | Roar Ljøkelsøy      | Noruega         | 114.1 | [ a ] |
| *    | Adam Małysz         | Polònia         | 114.0 | [ a ] |
| *    | Jakub Janda         | Txèquia         | 112.7 | [ a ] |
| *    | Robert Kranjec      | Eslovènia       | 106.7 | [ a ] |
| *    | Michael Uhrmann     | Alemanya        | 106.2 | [ a ] |
| *    | Andreas Widhölzl    | Àustria         | 99.9  | [ a ] |
| DQ   | Petr Chaadaev       | Belarús         | DSQ   | [ b ] |

1. 1 2 3 4 5 6 7 8 9 10 11 12 13 14 15  Aquests saltadors es classificaren directament per la final gràcies al rànquing de la Copa del Món de l'especialitat.
2. ↑  Chaadaev fou desqualificat per una llargada irregular dels esquís.

### Final
La final consistí en dos salts, amb els trenta primers classificats del primer salt per a fer el segon salt. La combinació dels dos salts determinà les posicions final.
| Pos. | Nom                 | CON           | Salt 1 | Pos. | Salt 2 | Pos. | Total |
| ---- | ------------------- | ------------- | ------ | ---- | ------ | ---- | ----- |
| 1    | Thomas Morgenstern  | Àustria       | 131.4  | 2    | 145.5  | 1    | 276.9 |
| 2    | Andreas Kofler      | Àustria       | 135.7  | 1    | 141.1  | 2    | 276.8 |
| 3    | Lars Bystøl         | Noruega       | 121.5  | 5    | 129.2  | 3    | 250.7 |
| 4    | Roar Ljøkelsøy      | Noruega       | 127.8  | 3    | 115.0  | 14   | 242.8 |
| 5    | Matti Hautamäki     | Finlàndia     | 117.3  | 7    | 125.1  | 4    | 242.4 |
| 6    | Andreas Küttel      | Suïssa        | 120.0  | 6    | 119.1  | 10   | 239.1 |
| 7    | Bjørn Einar Romøren | Noruega       | 121.8  | 4    | 116.4  | 12   | 238.2 |
| 8    | Takanobu Okabe      | Japó          | 115.0  | 8    | 121.8  | 7    | 236.8 |
| 9    | Janne Ahonen        | Finlàndia     | 112.3  | 9    | 121.8  | 7    | 234.1 |
| 10   | Jakub Janda         | Txèquia       | 108.6  | 13   | 121.9  | 6    | 230.5 |
| 11   | Michael Neumayer    | Alemanya      | 110.3  | 11   | 118.8  | 11   | 229.1 |
| 12   | Noriaki Kasai       | Japó          | 104.0  | 21   | 123.3  | 5    | 227.3 |
| 13   | Michael Möllinger   | Suïssa        | 104.9  | 19   | 120.0  | 9    | 224.9 |
| 14   | Adam Małysz         | Polònia       | 111.4  | 10   | 111.3  | 17   | 222.7 |
| 15   | Simon Ammann        | Suïssa        | 104.4  | 20   | 113.6  | 16   | 218.0 |
| 16   | Michael Uhrmann     | Alemanya      | 106.3  | 17   | 108.6  | 18   | 214.9 |
| 17   | Dmitry Vassiliev    | Rússia        | 99.4   | 24   | 114.8  | 15   | 214.2 |
| 18   | Tami Kiuru          | Finlàndia     | 108.6  | 13   | 105.4  | 20   | 214.0 |
| 19   | Martin Schmitt      | Alemanya      | 97.2   | 27   | 115.4  | 13   | 212.6 |
| 20   | Georg Späth         | Alemanya      | 108.6  | 13   | 103.6  | 23   | 212.2 |
| 21   | Andreas Widhölzl    | Àustria       | 109.9  | 12   | 100.2  | 24   | 210.1 |
| 22   | Jan Matura          | Txèquia       | 96.7   | 29   | 107.7  | 19   | 204.4 |
| 23   | Jens Salumäe        | Estònia       | 99.4   | 24   | 104.4  | 21   | 203.8 |
| 24   | Sigurd Pettersen    | Noruega       | 106.3  | 17   | 96.2   | 26   | 202.5 |
| 25   | Tsuyoshi Ichinohe   | Japó          | 108.5  | 16   | 93.9   | 28   | 202.4 |
| 26   | Kamil Stoch         | Polònia       | 96.2   | 30   | 103.8  | 22   | 200.0 |
| 27   | Dmitry Ipatov       | Rússia        | 99.9   | 22   | 97.2   | 25   | 197.1 |
| 28   | Jernej Damjan       | Eslovènia     | 97.2   | 27   | 95.0   | 27   | 192.2 |
| 29   | Rok Benkovič        | Eslovènia     | 99.9   | 22   | 90.4   | 29   | 190.3 |
| 30   | Stefan Read         | Canadà        | 98.8   | 26   | 89.4   | 30   | 188.2 |
| 31   | Radik Zhaparov      | Kazakhstan    | 95.7   | 31   | —      | —    | —     |
| 32   | Martin Koch         | Àustria       | 94.8   | 32   | —      | —    | —     |
| 33   | Denis Kornilov      | Rússia        | 94.0   | 33   | —      | —    | —     |
| 34   | Primož Peterka      | Eslovènia     | 92.0   | 34   | —      | —    | —     |
| 35   | Risto Jussilainen   | Finlàndia     | 91.7   | 35   | —      | —    | —     |
| 36   | Sebastian Colloredo | Itàlia        | 90.2   | 36   | —      | —    | —     |
| 37   | Guido Landert       | Suïssa        | 85.3   | 37   | —      | —    | —     |
| 38   | Robert Mateja       | Polònia       | 84.8   | 38   | —      | —    | —     |
| 39   | Kim Hyun-Ki         | Corea del Sud | 84.4   | 39   | —      | —    | —     |
| 40   | Borek Sedlák        | Txèquia       | 83.0   | 40   | —      | —    | —     |
| 41   | Ildar Fatchullin    | Rússia        | 82.6   | 41   | —      | —    | —     |
| 42   | Daiki Ito           | Japó          | 82.5   | 42   | —      | —    | —     |
| 43   | Alan Alborn         | Estats Units  | 79.9   | 43   | —      | —    | —     |
| 44   | Alessio Bolognani   | Itàlia        | 70.7   | 44   | —      | —    | —     |
| 45   | Ondřej Vaculík      | Txèquia       | 70.1   | 45   | —      | —    | —     |
| 46   | Ivan Karaulov       | Kazakhstan    | 68.9   | 46   | —      | —    | —     |
| 47   | Choi Heung-Chul     | Corea del Sud | 65.3   | 47   | —      | —    | —     |
| 48   | Nikolay Karpenko    | Kazakhstan    | 65.2   | 48   | —      | —    | —     |
| 49   | Robert Kranjec      | Eslovènia     | 63.1   | 49   | —      | —    | —     |
| 50   | Graeme Gorham       | Canadà        | 61.1   | 50   | —      | —    | —     |